# Mitja Drobnič
Mitja Drobnič, slovenski diplomat, * 18. marec 1951.
Med 16. junijem in 1. decembrom 2000 je bil državni sekretar Republike Slovenije na Ministrstvu za zunanje zadeve Republike Slovenije.